# Thảm họa Nibiru
Thảm họa Nibiru là cuộc chạm trán được cho là thảm họa giữa Trái đất và một vật thể hành tinh lớn (có thể là va chạm hoặc suýt xảy ra) mà một số nhóm nhất định tin rằng sẽ diễn ra vào đầu thế kỷ 21. Các tín đồ trong sự kiện ngày tận thế này thường gọi đối tượng này là Nibiru hoặc Planet X. Ý tưởng này lần đầu tiên được đưa ra vào năm 1995 bởi Nancy Lieder, người sáng lập trang web ZetaTalk. Lieder tự mô tả mình là một người tiếp xúc với khả năng nhận tin nhắn từ người ngoài hành tinh từ hệ thống sao Zeta Reticuli thông qua một bộ cấy trong não. Cô nói rằng cô đã được chọn để cảnh báo nhân loại rằng vật thể sẽ quét qua Hệ Mặt trời bên trong vào tháng 5 năm 2003 (mặc dù ngày đó đã bị hoãn lại) khiến Trái đất trải qua một sự thay đổi cực vật lý sẽ hủy diệt phần lớn nhân loại.
Dự đoán này sau đó đã lan rộng ra ngoài trang web của Lieder và được nhiều nhóm ngày tận thế Internet chấp nhận. Vào cuối những năm 2000, nó trở nên gắn liền với hiện tượng năm 2012. Kể từ năm 2012, thảm họa Nibiru thường xuyên xuất hiện trở lại trên các phương tiện truyền thông phổ biến, thường được liên kết với các vật thể thiên văn học tin tức như Comet ISON hoặc Planet Nine. Mặc dù cái tên "Nibiru" bắt nguồn từ các tác phẩm của nhà văn phi hành gia cổ đại Zecharia Sitchin và những diễn giải của ông về thần thoại Babylon và Sumer, ông phủ nhận mọi mối liên hệ giữa tác phẩm của ông và nhiều tuyên bố khác về ngày tận thế sắp tới. Một dự đoán của "nhà số học Kitô giáo" David Meade tự mô tả rằng trận đại hồng thủy Nibiru sẽ xảy ra vào ngày 23 tháng 9 năm 2017 đã nhận được sự đưa tin rộng rãi trên phương tiện truyền thông.
Ý tưởng rằng một vật thể có kích thước hành tinh sẽ va chạm hoặc đi ngang qua Trái đất trong tương lai gần không được hỗ trợ bởi bất kỳ bằng chứng khoa học nào và đã bị các nhà thiên văn học và các nhà khoa học hành tinh bác bỏ vì giả khoa học và một trò lừa bịp trên Internet. Một vật thể như vậy sẽ làm mất ổn định quỹ đạo của các hành tinh đến mức mà các hiệu ứng của chúng có thể dễ dàng quan sát được ngày hôm nay. Các nhà thiên văn học đã đưa ra giả thuyết về nhiều hành tinh ngoài Sao Hải Vương, và mặc dù nhiều hành tinh đã bị từ chối, vẫn có một số ứng cử viên khả thi như Hành tinh Chín. Tất cả các ứng cử viên hiện tại đều ở trong quỹ đạo giữ họ vượt xa Sao Hải Vương trong suốt quỹ đạo của chúng, ngay cả khi chúng ở gần Mặt trời nhất.

## Lịch sử

### Nancy Lieder và ZetaTalk

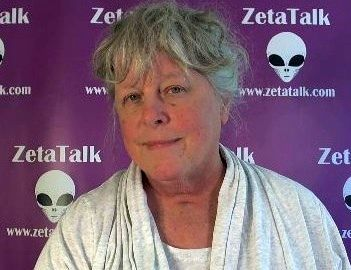
Nancy Lieder vào tháng 6 năm 2013

Ý tưởng về cuộc gặp gỡ Nibiru có nguồn gốc với Nancy Lieder, một Wisconsin người phụ nữ tuyên bố rằng là một cô gái cô đã liên lạc bằng vật ngoài trái đất xám gọi là Zetas, người được cấy ghép một thiết bị thông tin liên lạc trong não cô. Năm 1995, cô thành lập trang web ZetaTalk để phổ biến ý tưởng của mình. Lieder đầu tiên đến sự chú ý của công chúng trên Internet nhóm tin trong việc xây dựng lên đến Sao chổi Hale-Bopp 1997 's điểm cận nhật. Cô tuyên bố, tuyên bố là Zetas, rằng: "Sao chổi Hale của Bopp không tồn tại. Đó là một sự gian lận, được thực hiện bởi những người có khối lượng đông đảo yên tĩnh cho đến khi quá muộn. Hale Kiến Bopp không gì khác hơn là một ngôi sao xa xôi, và sẽ không thể đến gần hơn. "  Cô tuyên bố rằng câu chuyện Hale của Bopp được sản xuất để đánh lạc hướng mọi người khỏi sự xuất hiện sắp xảy ra của một vật thể hành tinh lớn, "Hành tinh X", sẽ sớm đi qua Trái đất và phá hủy nền văn minh. Sau khi sự tấn công của Hale, Bopp tiết lộ nó là một trong những sao chổi sáng nhất và được quan sát lâu nhất trong thế kỷ trước, Lieder đã xóa hai câu đầu tiên trong tuyên bố ban đầu của mình khỏi trang web của mình, mặc dù chúng vẫn có thể được tìm thấy trong kho lưu trữ của Google. Yêu sách của cô cuối cùng đã làm cho tờ New York Times.
Lieder đã mô tả Hành tinh X có kích thước gấp bốn lần Trái đất và nói rằng cách tiếp cận gần nhất của nó sẽ xảy ra vào ngày 27 tháng 5 năm 2003, dẫn đến việc Trái đất ngừng quay trong 5,9 ngày trên mặt đất. Điều này sẽ được theo sau bởi sự bất ổn của cực của Trái đất trong sự dịch chuyển cực (sự dịch chuyển cực vật lý, với cực của Trái đất đang chuyển động, chứ không phải là sự đảo ngược địa từ) gây ra bởi lực hút từ giữa lõi Trái đất và từ tính của hành tinh đi qua. Điều này đến lượt nó sẽ phá vỡ lõi từ tính của Trái đất và dẫn đến sự dịch chuyển tiếp theo của vỏ Trái đất. Sau ngày 2003 trôi qua mà không có sự cố, Lieder nói rằng đó chỉ là một " lời nói dối trắng  ... Để đánh lừa cơ sở. "  Cô từ chối tiết lộ ngày thực sự, nói rằng làm như vậy sẽ cho những người có quyền lực đủ thời gian để tuyên bố thiết quân luật và gài bẫy mọi người trong các thành phố trong ca làm việc, dẫn đến cái chết của họ.

### Zecharia Sitchin và Sumer
</br> Mặc dù ban đầu Lieder gọi vật thể này là "Hành tinh X", nhưng nó đã trở nên gắn bó sâu sắc với Nibiru, một hành tinh từ các tác phẩm của nhà tiên tri phi hành gia cổ đại Zecharia Sitchin, đặc biệt là cuốn sách Hành tinh thứ 12 của ông. Theo giải thích Sitchin của cổ Mesopotamian văn bản tôn giáo, điều này mâu thuẫn kết luận đạt được bởi tất cả các học giả ghi trong lịch sử Lưỡng Hà, một hành tinh khổng lồ (gọi là Nibiru hoặc Marduk) đi ngang qua Trái đất mỗi 3.600 năm, cho phép nó sinh dân để tương tác với nhân loại. Sitchin đã xác định những sinh vật này với Anunnaki trong thần thoại Sumer và tuyên bố rằng họ là những vị thần đầu tiên của loài người. Lieder lần đầu tiên thực hiện kết nối giữa Nibiru và Hành tinh X của cô trên trang web của cô vào năm 1996 ("Hành tinh X tồn tại và đó là Hành tinh thứ 12, một và giống nhau.").
Sitchin, người đã chết năm 2010, phủ nhận mọi mối liên hệ giữa công việc của mình và yêu sách của Lieder. Năm 2007, một phần để đáp lại lời tuyên bố của Lieder, Sitchin đã xuất bản một cuốn sách, Ngày tận thế, đặt thời gian cho Nibiru cuối cùng đi qua Trái đất vào năm 556 trước Công nguyên, có nghĩa là, đưa ra quỹ đạo được cho là 3.600 năm của đối tượng đôi khi nó sẽ trở lại vào khoảng năm 2900 sau Công nguyên. Anh ta đã nói rằng anh ta tin rằng Annunaki có thể trở lại sớm hơn bằng tàu vũ trụ, và thời điểm quay trở lại của họ sẽ trùng với sự thay đổi từ Thời đại chiêm tinh của Song Ngư sang Thời đại Bảo Bình, vào khoảng giữa năm 2090 và 2370.

### 2012 và lịch Maya
Mặc dù bản thân Lieder chưa chỉ định ngày mới cho sự trở lại của đối tượng, nhiều nhóm đã đưa ra ý tưởng của cô và trích dẫn ngày của riêng họ. Một ngày thường được trích dẫn là ngày 21 tháng 12 năm 2012. Ngày này đã có nhiều hiệp hội khải huyền, vì đó là sự kết thúc của một chu kỳ (baktun) trong số đếm dài trong lịch của người Maya. Một số nhà văn đã xuất bản sách kết nối cuộc gặp gỡ với năm 2012. Mặc dù ngày đó đã trôi qua, nhiều trang web vẫn cho rằng Nibiru / Planet X đang trên đường đến Trái đất.
Năm 2012, Lieder tuyên bố rằng Tổng thống Mỹ Barack Obama vô cùng cố gắng tuyên bố sự hiện diện của Nibiru gần Mặt trời. Sau năm 2012, cô tuyên bố rằng một số nhà lãnh đạo thế giới đã có ý định công bố sự hiện diện của Nibiru gần Mặt trời vào ngày 20 tháng 10 năm 2014. Hai tuần sau ngày được cho là thông báo, cô tuyên bố rằng điều đó đã không xảy ra do sự buộc tội giữa các cơ sở.

### Hồi sinh 2017

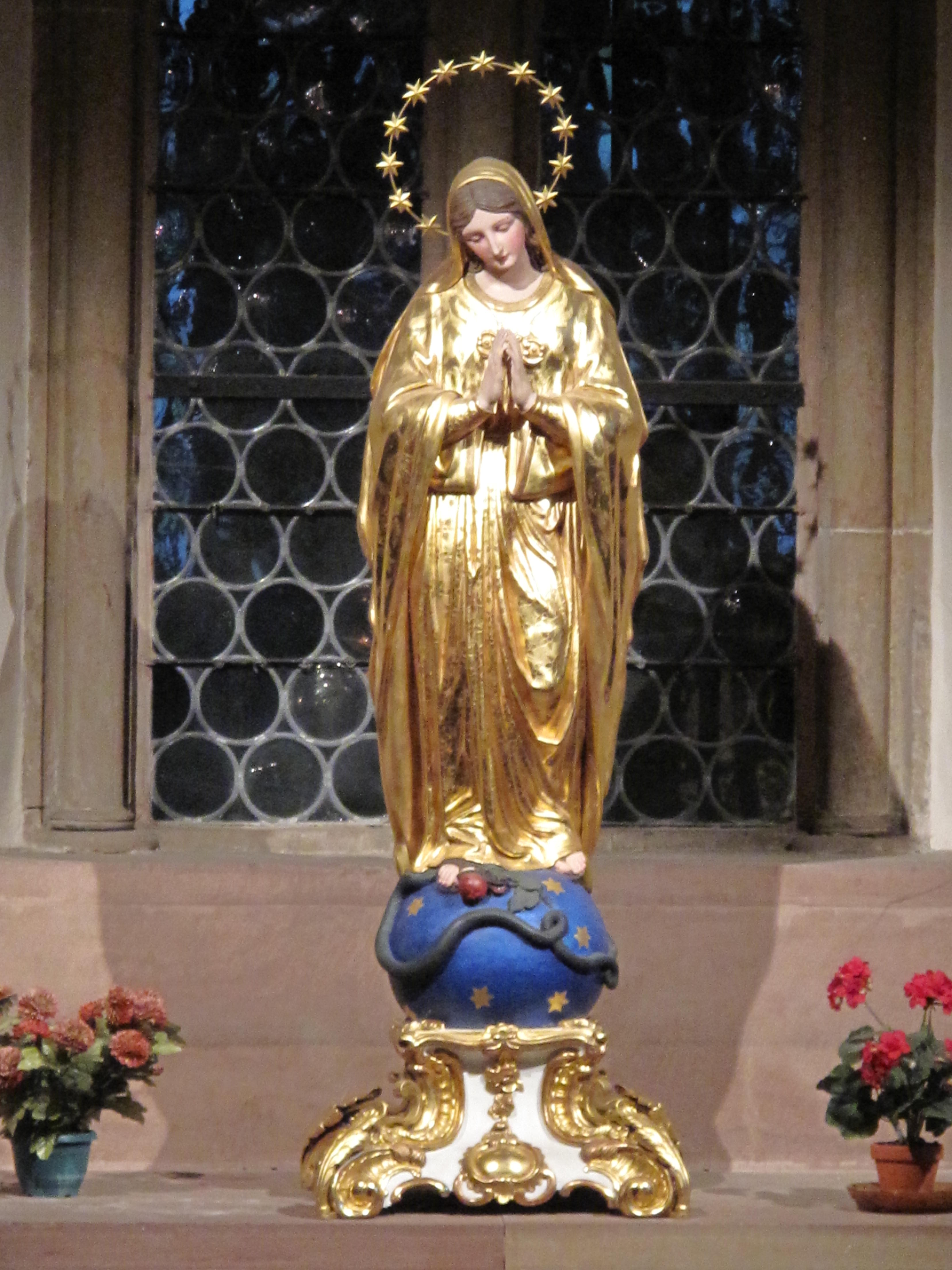
David Meade tin rằng sự xuất hiện của Nibiru vào ngày 23 tháng 9 năm 2017 gắn liền với một bài đọc chiêm tinh về Người phụ nữ khải huyền.

Vào năm 2017, một nhà lý luận âm mưu và tự xưng là "nhà số học Kitô giáo" tên là David Meade đã hồi sinh thảm họa Nibiru bằng cách buộc nó vào các đoạn khác nhau từ Kinh thánh. Meade tuyên bố rằng những đoạn văn này chứa các mã số bí mật, trong đó tiết lộ ngày chính xác mà Nibiru sẽ đến. Ông cũng dựa trên dự đoán của mình về hình học của Kim tự tháp Giza. Meade ban đầu dự đoán rằng Nibiru sẽ đến vào tháng 10 năm 2017, nhưng sau đó anh đã sửa lại ngày trở lại vào ngày 23 tháng 9. Trọng tâm cụ thể của dự đoán của ông xoay quanh Người phụ nữ khải huyền đề cập đến một cấu hình được cho là độc nhất vào ngày Mặt trời, Mặt trăng và các hành tinh trong Xử nữ. Ông trích dẫn nhật thực ngày 21 tháng 8 năm 2017 như một điềm báo.
Yêu cầu của Meade nhận được sự chú ý của truyền thông. Những câu chuyện tin tức giả mạo lan truyền trên Internet, thêm vào những xác nhận không tồn tại của NASA về sự tồn tại của Nibiru trong một khóa học "hướng thẳng về Trái đất". Trên thực tế, vị trí của NASA là và luôn luôn tồn tại rằng Nibiru không tồn tại. Meade cũng phải đối mặt với sự chỉ trích từ các Kitô hữu; Ed Stetzer, viết cho Christianity Today, đã tuyên bố rằng "không có thứ gọi là 'nhà số học Kitô giáo'", và mô tả Meade là "một chuyên gia trang điểm trong lĩnh vực trang điểm nói về một sự kiện trang điểm. "  Christopher M. Graney, giáo sư của Quỹ quan sát Vatican, lưu ý rằng sự kiện được cho là độc nhất trên thực tế là khá phổ biến, đã xảy ra bốn lần trong thiên niên kỷ qua. Các lý thuyết ngày 23 tháng 9 của ông cũng đã được nhà văn Time Jeff Kluger trình bày. Nhà thiên văn học người Brazil Duília de Mello gọi những dự đoán và lý thuyết của mình là rác rưởi, đồng thời cho biết Nibiru sẽ được nhìn thấy trong nhật thực và Meade đang sử dụng các tính toán dựa trên lịch Gregorian.
Sau khi dự đoán của ông không thành hiện thực, Meade đã sửa đổi chúng và tuyên bố rằng Nibiru sẽ đến vào ngày 5 tháng 10 năm 2017, không phải vào ngày 23 tháng 9. Meade tuyên bố, vào ngày 5 tháng 10, Nibiru sẽ làm lu mờ Mặt trời và Bắc Triều Tiên, Trung Quốc và Nga sẽ tiến hành một cuộc tấn công hạt nhân kết hợp vào Hoa Kỳ. Sau đó, trái đất sẽ bị tàn phá bởi một loạt các trận động đất mạnh 9,8 độ richter, cực từ của trái đất sẽ dịch chuyển 30 độ, Hoa Kỳ sẽ bị chia đôi và Barack Obama sẽ được bầu làm tổng thống cho nhiệm kỳ thứ ba vi hiến. Ông dự đoán rằng Đại nạn hoạn nạn kéo dài bảy năm sẽ bắt đầu vào ngày 15 tháng 10.
Khi tháng 10 đến, một nhà văn khải huyền khác, Terral Croft, đã dự đoán sự xuất hiện của Nibiru vào ngày 19 tháng 11, một dự đoán một lần nữa được báo cáo trên báo lá cải của Anh. Croft mô tả Nibiru là một "ngôi sao đen" ở rìa Hệ Mặt trời của chúng ta, thay vì va chạm với Trái đất, sẽ tạo thành một sự kết hợp tận thế với Trái đất, dẫn đến những trận động đất lớn. Croft tuyên bố rằng các trận động đất đã gia tăng trên toàn thế giới trong sự kết hợp, mặc dù The Washington Post, trích dẫn Khảo sát Địa chất Hoa Kỳ, đã nhanh chóng chỉ ra rằng các trận động đất đã giảm cả về sức mạnh và tần suất trong năm. Paul Begley, một nhà lý luận âm mưu và mục sư YouTube tại Nhà thờ Baptist Tin lành Cộng đồng ở Knox, Indiana, cũng dự đoán trong một video trên YouTube của mình rằng Nibiru sẽ xuất hiện vào năm 2017 và tuyên bố rằng nhật thực là dấu hiệu của ngày tận thế và hành tinh bất hảo. Vào khoảng ngày 12 tháng 4 năm 2018, Meade đã trích dẫn một kết hợp chiêm tinh được cho là vào ngày 23 tháng 4 ở Xử Nữ và dự đoán rằng Nibiru sẽ xuất hiện trong sự kết hợp và đoán trước Rapture; Space.com cần rằng không có gì giống với sự kết hợp như vậy thực sự được dự báo vào ngày 23 tháng Tư.

## Từ chối khoa học
Các nhà thiên văn học bác bỏ ý tưởng về Nibiru và đã nỗ lực thông báo cho công chúng rằng không có mối đe dọa nào đối với Trái đất. Họ chỉ ra rằng một vật thể gần Trái đất như vậy có thể dễ dàng nhìn thấy bằng mắt thường và sẽ tạo ra các hiệu ứng đáng chú ý trong quỹ đạo của các hành tinh bên ngoài. Hầu hết các bức ảnh có ý định thể hiện "Nibiru" bên cạnh Mặt trời là các thấu kính, hình ảnh giả của Mặt trời được tạo ra bởi sự phản chiếu trong ống kính. Khẳng định rằng vật thể đã được che giấu đằng sau Mặt trời là không thể đo lường được.
Một quỹ đạo như của Nibiru trong Hệ Mặt trời của chúng ta không phù hợp với cơ học thiên thể. David Morrison, nhà khoa học vũ trụ của NASA giải thích rằng chỉ sau một lần bay qua Trái đất trước đó, như họ tuyên bố đã xảy ra vào thời Sumer, chính Trái đất sẽ không còn ở trên quỹ đạo gần tròn hiện tại của nó và có khả năng sẽ mất Mặt trăng. Nếu Nibiru là một sao lùn nâu, nó thậm chí còn có tác dụng tồi tệ hơn, vì các sao lùn nâu còn to lớn hơn nhiều. Vì sao Diêm Vương thường được quan sát bằng kính viễn vọng sân sau, nên bất kỳ hành tinh khổng lồ nào ngoài Sao Diêm Vương sẽ dễ dàng được quan sát bởi một nhà thiên văn nghiệp dư. Và nếu một vật thể như vậy tồn tại trong Hệ Mặt trời của chúng ta, thì nó đã đi qua Hệ Mặt trời bên trong một triệu lần rồi.
Nhà thiên văn học Mike Brown lưu ý rằng nếu quỹ đạo của vật thể này được mô tả, nó sẽ chỉ tồn tại trong Hệ Mặt trời trong khoảng một triệu năm trước khi Sao Mộc trục xuất nó, và ngay cả khi một hành tinh như vậy tồn tại, từ trường của nó sẽ không ảnh hưởng đến Trái đất. Lieder khẳng định rằng cách tiếp cận của Nibiru sẽ khiến vòng quay của Trái đất dừng lại hoặc trục của nó bị dịch chuyển vi phạm các định luật vật lý. Trong bài phản bác về Thế giới va chạm của Immanuel Velikovsky, người đưa ra tuyên bố tương tự rằng vòng quay của Trái đất có thể dừng lại và sau đó khởi động lại, Carl Sagan lưu ý rằng, "năng lượng cần thiết để hãm Trái đất là không đủ để làm tan chảy nó, mặc dù nó sẽ dẫn đến sự gia tăng đáng chú ý về nhiệt độ: Các đại dương sẽ [được] nâng lên đến điểm sôi của nước  ... [Ngoài ra,] Trái đất bắt đầu lại như thế nào, quay với tốc độ quay xấp xỉ như nhau? Trái đất không thể tự làm điều đó, vì định luật bảo toàn động lượng góc. " 
Trong một cuộc phỏng vấn năm 2009 với Kênh Discovery, Mike Brown lưu ý rằng, mặc dù không thể là Mặt trời có bạn đồng hành hành tinh xa xôi, một vật thể như vậy sẽ phải nằm rất xa các khu vực quan sát của Hệ Mặt trời tác dụng hấp dẫn lên các hành tinh khác. Một vật thể có kích thước sao Hỏa có thể nằm không bị phát hiện ở 300   AU (gấp 10 lần khoảng cách của sao Hải Vương); một vật có kích thước sao Mộc ở mức 30.000   AU. Đi du lịch 1000   AU trong hai năm, một đối tượng sẽ cần phải di chuyển ở 2400 km/s  - nhanh hơn tốc độ vũ trụ cấp 1 thiên hà. Với tốc độ đó, bất kỳ vật thể nào sẽ bị bắn ra khỏi Hệ mặt trời, và sau đó ra khỏi Ngân Hà vào không gian liên thiên hà.

## Thuyết âm mưu
Nhiều người tin vào cách tiếp cận sắp xảy ra của Hành tinh X / Nibiru cáo buộc NASA cố tình che đậy bằng chứng trực quan về sự tồn tại của nó. Các cuộc thăm dò ý kiến cho rằng nhiều người coi NASA là một cơ quan chính phủ rộng lớn nhận được nhiều tài trợ như Bộ Quốc phòng. Trên thực tế, ngân sách của NASA lên tới khoảng 0,5% so với chính phủ Hoa Kỳ.
Một cáo buộc như vậy liên quan đến đài quan sát không gian hồng ngoại IRAS, được đưa ra vào năm 1983. Vệ tinh tạo ra các tiêu đề ngắn gọn do một "vật thể lạ" ban đầu được mô tả là "có thể lớn bằng hành tinh khổng lồ Sao Mộc và có thể ở gần Trái đất đến nỗi nó sẽ là một phần của Hệ Mặt trời này". Bài báo này đã được trích dẫn bởi những người đề xướng thảm họa Nibiru, bắt đầu với chính Lieder, là bằng chứng cho sự tồn tại của Nibiru. Tuy nhiên, phân tích sâu hơn cho thấy rằng trong số một số vật thể ban đầu không xác định, có chín thiên hà ở xa và thứ mười là " xơ gan thiên hà "; không ai được tìm thấy là các cơ quan hệ mặt trời.

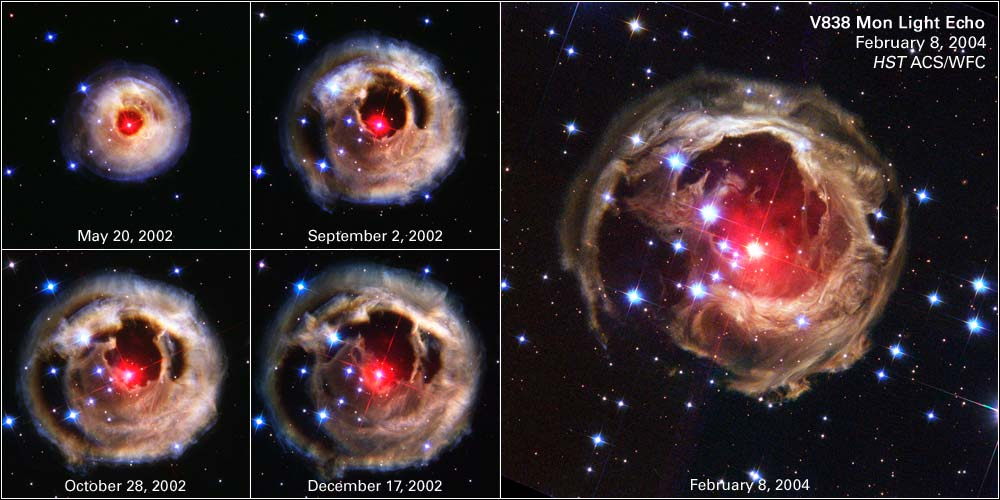
Hình ảnh của NASA cho thấy sự mở rộng của tiếng vang nhẹ xung quanh V838 Moncerotis, giữa năm 2002 và 2004

Một lời buộc tội khác thường được đưa ra bởi các trang web dự đoán vụ va chạm là chính phủ Hoa Kỳ đã chế tạo Kính thiên văn Nam Cực (SPT) để theo dõi quỹ đạo của Nibiru và vật thể này đã được chụp ảnh quang học. Tuy nhiên, SPT (không được NASA tài trợ) là kính viễn vọng vô tuyến và không thể chụp ảnh quang học. Nam Cực Vị trí của nó đã được lựa chọn do môi trường ẩm thấp, và không có cách nào tiếp cận một đối tượng có thể được nhìn thấy chỉ từ Nam Cực. "Bức ảnh" của Nibiru được đăng trên YouTube, trên thực tế, là một hình ảnh Hubble về tiếng vang ánh sáng mở rộng xung quanh ngôi sao V838 Mon.
Một tuyên bố âm mưu khác liên quan đến một bản vá dữ liệu bị thiếu trong Google Sky gần chòm sao Orion, thường được trích dẫn là bằng chứng cho thấy Nibiru đã được tái định nghĩa. Tuy nhiên, cùng một vùng trời vẫn có thể được xem bởi hàng ngàn nhà thiên văn nghiệp dư. Một nhà khoa học tại Google cho biết, dữ liệu bị thiếu là do trục trặc trong phần mềm ghép được sử dụng để ghép các hình ảnh lại với nhau.
Một bằng chứng xác nhận khác được rút ra từ Google Sky là ngôi sao carbon CW Leonis, là vật thể sáng nhất trên bầu trời hồng ngoại 10 mm và thường được cho là Nibiru.

## Sai lầm
Các tín đồ trong Hành tinh X / Nibiru đã đặt cho nó nhiều tên kể từ lần đầu tiên được đề xuất. Trên thực tế, tất cả đều là tên của các vật thể khác trong Hệ mặt trời thực, giả định hoặc tưởng tượng có chút giống với hành tinh được mô tả bởi Lieder hoặc Nibiru như mô tả của Sitchin.

### Hành tinh X
Lieder đã rút tên Hành tinh X từ hành tinh giả thuyết từng được các nhà thiên văn học tìm kiếm để giải thích cho sự khác biệt trong quỹ đạo của Thiên vương tinh và Hải vương tinh. Năm 1894, nhà thiên văn học Bostonia Percival Lowell đã bị thuyết phục rằng các hành tinh Thiên vương tinh và Hải vương tinh có sự khác biệt nhỏ trong quỹ đạo của chúng. Anh ta kết luận rằng họ đang bị lực hấp dẫn của một hành tinh khác xa hơn, mà anh ta gọi là "Hành tinh X". Tuy nhiên, gần một thế kỷ tìm kiếm đã thất bại trong việc đưa ra bất kỳ bằng chứng nào cho một vật thể như vậy (Sao Diêm Vương ban đầu được cho là Hành tinh X, nhưng sau đó được xác định là quá nhỏ).
Sự khác biệt vẫn còn tồn tại đến những năm 1990 khi nhà thiên văn học Robert Harrington đưa ra giả thuyết của mình về một hành tinh phụ ngoài Sao Hải Vương, như một ví dụ, trục bán chính 101,2 AU và lệch tâm 0,411 tạo ra sự biến đổi của nó 59,60, vì vậy gần nhất với Mặt trời nó sẽ nhận được gấp rưỡi khoảng cách tới Sao Diêm Vương.
Sáu tháng trước khi Harrington chết vì ung thư vòm họng  vào năm 1992, nhà thiên văn học Myles Standish đã chỉ ra rằng sự khác biệt được cho là trong quỹ đạo của các hành tinh là ảo tưởng, sản phẩm của việc đánh giá quá cao khối lượng của sao Hải Vương. Khi khối lượng mới được xác định của sao Hải Vương được sử dụng trong Phòng thí nghiệm phát triển động cơ phản lực (JPL DE), sự khác biệt được cho là trong quỹ đạo của Uran và với họ cần có một hành tinh   X, biến mất. Không có sự khác biệt nào trong quỹ đạo của bất kỳ tàu thăm dò vũ trụ nào như Pioneer 10, Pioneer 11, Voyager 1 và Voyager 2 có thể được quy cho lực hấp dẫn của một vật thể lớn chưa được khám phá trong Hệ Mặt trời bên ngoài. Ngày nay các nhà thiên văn học chấp nhận rằng Hành tinh X, như được xác định ban đầu, không tồn tại.
Mặc dù nhiệm vụ của nó không liên quan đến việc tìm kiếm Hành tinh   X, đài quan sát không gian IRAS đã đưa ra tiêu đề ngắn gọn vào năm 1983 do một "vật thể lạ" ban đầu được mô tả là "có thể lớn như hành tinh khổng lồ Sao Mộc và có thể ở gần Trái đất đến nỗi nó sẽ là một phần của Hệ Mặt trời này". Phân tích sâu hơn cho thấy rằng trong số một số vật thể không xác định, có chín thiên hà ở xa và thứ mười là " xơ gan giữa các vì sao "; không ai được tìm thấy là các cơ quan hệ mặt trời.. Điều này thường được tuyên bố là một quan sát về 'Nibiru'.

### Hercolubus

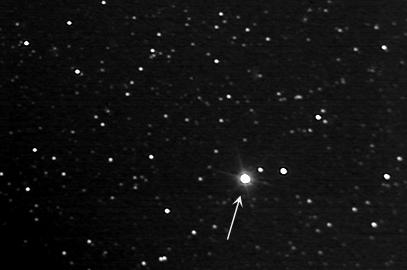
Bức ảnh chụp năm 2006 cho thấy sao Barnard, VM Rabolu tuyên bố thực sự là hành tinh Hercolubus

Năm 1999, tác giả VM Rabolu của Thời đại mới đã viết trên Hercolubus hoặc Hành tinh đỏ rằng ngôi sao của Barnard thực sự là một hành tinh được người xưa gọi là Hercolubus, từng đến gần Trái đất một cách nguy hiểm, phá hủy Atlantis và sẽ lại gần Trái đất. Lieder sau đó đã sử dụng ý tưởng của Rabolu để củng cố tuyên bố của mình.
Ngôi sao của Barnard đã được đo trực tiếp là 5,98 ± 0,003 năm ánh sáng (56,6   Pm) từ Trái đất. Trong khi nó đang đến gần Trái đất, Ngôi sao của Barnard sẽ không tiếp cận Mặt trời gần nhất cho đến khoảng 11.700 sau Công nguyên, khi nó sẽ tiếp cận trong vòng 3,8 năm ánh sáng. Điều này chỉ gần hơn một chút so với ngôi sao gần Mặt trời nhất (Proxima Centauri) ngày nay.

### Nemesis
Các tín đồ trong Hành tinh X / Nibiru thường nhầm lẫn nó với Nemesis, một ngôi sao giả thuyết đầu tiên được đề xuất bởi nhà vật lý Richard A. Muller. Năm 1984, Muller đã quy định rằng sự tuyệt chủng hàng loạt không phải là ngẫu nhiên, nhưng dường như xảy ra trong hồ sơ hóa thạch với chu kỳ lỏng lẻo kéo dài từ 26 đến 34 triệu năm. Ông gán mô hình được cho là này cho một người bạn đồng hành không bị phát hiện với Mặt trời, là một sao lùn đỏ mờ hoặc một sao lùn nâu, nằm trong quỹ đạo hình elip, 26 triệu năm. Vật thể này, mà ông đặt tên là Nemesis, cứ sau 26 triệu năm, sẽ đi qua đám mây Oort, lớp vỏ của hơn một nghìn tỷ vật thể băng giá được cho là nguồn gốc của các sao chổi trong thời gian dài quay quanh hàng nghìn lần khoảng cách của Sao Diêm Vương Mặt trời. Lực hấp dẫn của Nemesis sau đó sẽ làm xáo trộn quỹ đạo của sao chổi và gửi chúng vào Hệ Mặt trời bên trong, khiến Trái đất bị bắn phá. Tuy nhiên, cho đến nay không có bằng chứng trực tiếp nào về Nemesis được tìm thấy. Mặc dù ý tưởng về Nemesis xuất hiện tương tự như thảm họa Nibiru, nhưng thực tế, chúng rất khác, vì Nemesis, nếu nó tồn tại, sẽ có chu kỳ quỹ đạo dài hơn hàng ngàn lần và sẽ không bao giờ đến gần Trái đất.

### Sedna hoặc Eris
Những người khác cũng nhầm lẫn Nibiru với Sedna (90377 Sedna) hoặc Eris (136199 Eris), các vật thể xuyên sao Hải Vương được Mike Brown phát hiện lần lượt vào năm 2003 và 2005. Tuy nhiên, mặc dù đã được mô tả là "hành tinh thứ mười" trong thông cáo báo chí đầu tiên của NASA, Eris (khi đó chỉ được biết đến với tên 2003 UB 313) hiện được phân loại là hành tinh lùn. Chỉ nặng hơn một chút so với Sao Diêm Vương, Eris có quỹ đạo được xác định rõ ràng, không bao giờ đưa nó đến gần Trái đất hơn 5,5 tỷ   km. Sedna nhỏ hơn một chút so với Sao Diêm Vương, và không bao giờ đến gần Trái đất hơn 11,4 tỷ   km. Mike Brown tin rằng kết quả nhầm lẫn từ cả Sedna thật và Nibiru tưởng tượng có quỹ đạo cực kỳ hình elip.

### Tyche
Những người khác đã gắn nó với Tyche, cái tên được đề xuất bởi John Matese và Daniel Whitmire của Đại học Louisiana tại Lafayette cho một vật thể mà họ tin là có ảnh hưởng đến quỹ đạo của sao chổi trong đám mây Oort. Vào tháng 2 năm 2011, Whitmire và các đồng nghiệp đã đưa ra giả thuyết của họ cho công chúng trong một bài báo trên tờ The Independent, trong đó họ đặt tên cho vật thể là "Tyche" và tuyên bố rằng bằng chứng về sự tồn tại của nó sẽ được tìm thấy khi dữ liệu từ kính viễn vọng hồng ngoại WISE được đối chiếu, dẫn đến tăng đột biến trong các cuộc gọi đến các nhà thiên văn học. Cái tên, theo "chị tốt" của nữ thần Hy Lạp Nemesis, được chọn để phân biệt với giả thuyết Nemesis tương tự, không giống như Nemesis, Matese và Whitmire không tin rằng vật thể của họ gây ra mối đe dọa cho Trái đất. Ngoài ra, vật thể này, nếu nó tồn tại, như Nemesis, có quỹ đạo dài hơn hàng trăm lần so với đề xuất cho Nibiru, và không bao giờ đến gần Hệ Mặt trời bên trong. Vào tháng 3 năm 2014, NASA tuyên bố rằng cuộc khảo sát của WISE đã loại trừ sự tồn tại của Tyche vì những người đề xuất đã xác định nó.

### Sao chổi Elenin
Một số người liên kết Nibiru với Comet Elenin, một sao chổi thời gian dài được phát hiện bởi nhà thiên văn học người Nga Leonid Elenin vào ngày 10 tháng 12 năm 2010  Vào ngày 16 tháng 10 năm 2011, Elenin đã thực hiện cách tiếp cận gần nhất với Trái đất ở khoảng cách 0,2338 AU (34.980.000 km; 21.730.000 mi), gần hơn một chút so với hành tinh sao Kim. Tuy nhiên, trong phần dẫn đến cách tiếp cận gần nhất, các tuyên bố đã lan truyền trên các trang web âm mưu kết luận rằng đó là một khóa học va chạm, rằng nó lớn như Sao Mộc hoặc thậm chí là một sao lùn nâu, và thậm chí tên của người phát hiện, Leonid Elenin, là trong mã thực tế cho ELE, hoặc một sự kiện cấp độ tuyệt chủng.
Mặc dù kích thước của sao chổi rất khó xác định nếu không quan sát kỹ, Comet Elenin có thể nhỏ hơn 10   đường kính km. Bản thân Elenin ước tính rằng hạt nhân sao chổi là khoảng 3 trận4   đường kính km. Điều này sẽ khiến nó nhỏ hơn hàng triệu lần so với Nibiru được cho là. Hysteria sao chổi không phải là hiếm. Các nỗ lực đã được thực hiện để tương quan với sự sắp xếp của Elenin với trận động đất ở Nhật Bản năm 2011, trận động đất Canterbury năm 2010 và trận động đất năm 2010 ở Chile; tuy nhiên, ngay cả khi giảm kích thước nhỏ bé của Elenin, các trận động đất được điều khiển bởi các lực trong trái đất và không thể được kích hoạt bởi sự đi qua của các vật thể gần đó. Năm 2011, Leonid Elenin đã thực hiện một mô phỏng trên blog của mình, trong đó ông đã tăng khối lượng của sao chổi lên thành sao lùn nâu (0,05 khối lượng mặt trời). Ông đã chứng minh rằng lực hấp dẫn của nó sẽ gây ra những thay đổi đáng chú ý trong quỹ đạo của Sao Thổ nhiều năm trước khi nó đến Hệ Mặt trời bên trong.
Vào tháng 8 năm 2011, Sao chổi Elenin bắt đầu tan rã, và vào thời điểm tiếp cận gần nhất vào tháng 10 năm 2011, sao chổi không bị phát hiện ngay cả bằng kính viễn vọng trên mặt đất lớn.

### Sao chổi ISON

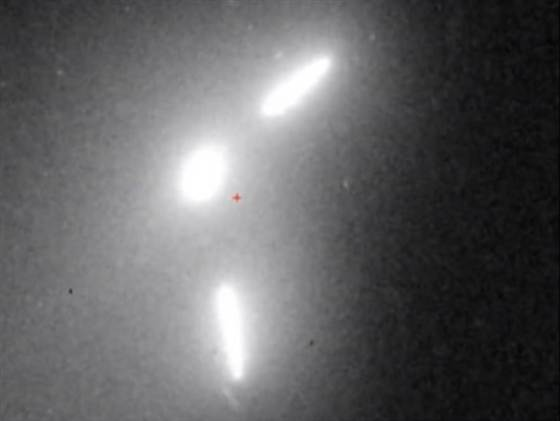
Một hình ảnh tổng hợp của Comet ISON, đã tạo ra một số tuyên bố về UFO

Vào ngày 21 tháng 9 năm 2012, Vitali Nevski và Artyom Novichonok, sử dụng Mạng kính viễn vọng khoa học quốc tế (ISON), đã phát hiện ra sao chổi C / 2012 S1, được gọi là " Sao chổi ISON ". Quỹ đạo của nó dự kiến sẽ đưa nó trong vòng 0,429 AU (64.200.000 km; 39.900.000 mi)       của Trái đất vào ngày 26 tháng 12 năm 2013. Tuy nhiên, các tín đồ đã buộc nó vào thảm họa Nibiru, tuyên bố rằng nó sẽ tấn công Trái đất vào ngày đó, hoặc nó sẽ vỡ và các mảnh của nó sẽ rơi xuống Trái đất. Hình ảnh về các "mảnh vỡ" của sao chổi lưu hành trên Internet đã được hiển thị là các tạo tác của máy ảnh. Vào ngày 30 tháng 4 năm 2013, Kính thiên văn vũ trụ Hubble đã chụp ba bức ảnh của sao chổi trong suốt 12 giờ, được công bố dưới dạng tổng hợp trong kho lưu trữ của Hubble. Điều này dẫn đến suy đoán trên các trang web âm mưu rằng sao chổi đã chia thành 3 mảnh, hoặc thậm chí đó là UFO. Sau khi ISON vượt qua sự tàn phá vào ngày 28 tháng 11, nó nhanh chóng bắt đầu mờ dần, khiến nhiều người nghi ngờ rằng nó đã bị phá hủy khi nó đi qua Mặt trời. Mặc dù tàn dư mờ cuối cùng đã quay trở lại quanh Mặt trời, nhưng nhìn chung nó được chấp nhận là một đám mây bụi, thay vì một vật thể rắn. Vào ngày 2 tháng 12 năm 2013, CIOC (Chiến dịch quan sát Comet ISON của NASA) đã chính thức thông báo rằng Comet ISON đã hoàn toàn tan rã. Kính thiên văn vũ trụ Hubble đã thất bại trong việc phát hiện các mảnh vỡ của ISON vào ngày 18 tháng 12 năm 2013. Vào ngày 8 tháng 5 năm 2014, một cuộc kiểm tra chi tiết về sự tan rã của sao chổi đã được công bố, cho thấy rằng sao chổi đã tan rã hoàn toàn hàng giờ trước khi perihelion.

### Hành tinh Thứ Chín

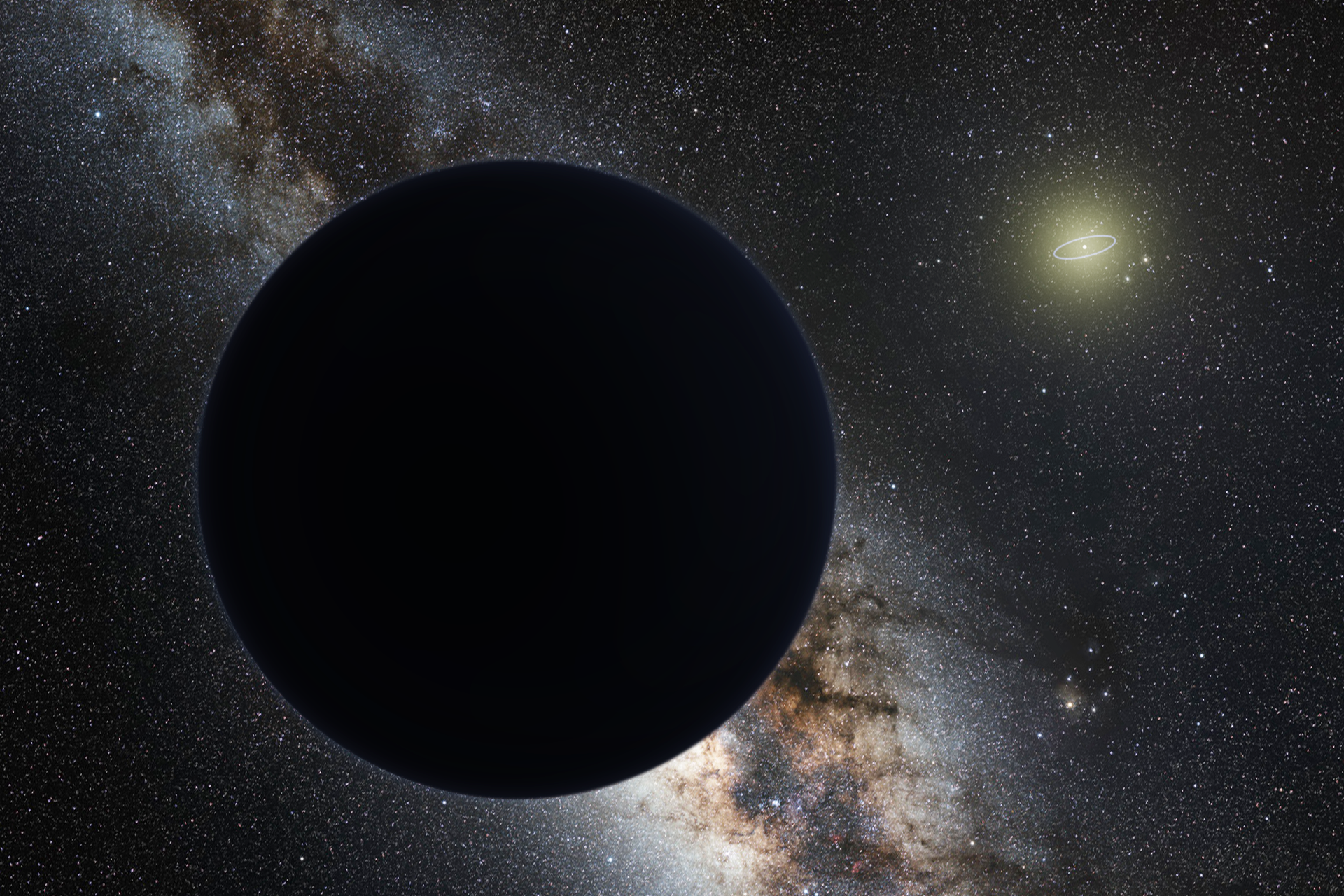
Ấn tượng của nghệ sĩ về hành tinh Nine giả thuyết như một người khổng lồ băng che khuất dải Ngân hà trung tâm, với Mặt trời ở đằng xa. Quỹ đạo của sao Hải Vương được hiển thị dưới dạng một hình elip nhỏ xung quanh Mặt trời. (Xem phiên bản được dán nhãn.)

Vào tháng 3 năm 2014, các nhà thiên văn học Chad Trujillo và Scott Sheppard đã xuất bản một bài báo trên tạp chí Nature cho rằng sự tập hợp rõ ràng của các lập luận về sự hư hỏng của các vật thể xuyên sao Hải Vương xa xôi cho thấy sự tồn tại của một hành tinh xuyên sao Hải Vương lớn. Vào ngày 20 tháng 1 năm 2016, Mike Brown và Konstantin Batygin tuyên bố rằng họ đã chứng thực những phát hiện của Trujillo và Sheppard, và họ tin rằng hành tinh mà họ gọi là " Hành tinh Chín " sẽ có khối lượng gấp mười lần Trái đất và trục semimajor khoảng 400151515 AU (60 chiếc225 tỷ km). Các tín đồ ở Nibiru và thảm họa Nibiru ngay lập tức lập luận rằng đây là bằng chứng cho tuyên bố của họ. Tuy nhiên, các nhà thiên văn chỉ ra rằng hành tinh này, nếu nó tồn tại, sẽ có một điểm cận nhật (cách tiếp cận gần nhất với mặt trời) khoảng 200 AU, hay 30 tỷ km.
Vào tháng 3 năm 2016, các tín đồ trong trận đại hồng thủy Nibiru bắt đầu gợi ý rằng tháng đánh dấu ngày thực sự cho sự xuất hiện của Nibiru và sự hủy diệt của Trái đất. Cùng tháng đó, Thông báo hàng tháng của Hiệp hội Thiên văn Hoàng gia đã xuất bản một bài báo của Daniel Whitmire (người đã đề xuất sự tồn tại của Tyche), trong đó ông đã xem xét lại một phiên bản sửa đổi của mô hình Nemesis mà ông đã đề xuất lần đầu tiên vào năm 1985  những suy đoán gần đây liên quan đến khả năng của một hành tinh xuyên sao Hải Vương. Giả thuyết cho rằng một đối tượng xa gần mặt trời hơn so với Nemesis có thể có một hiệu ứng tương tự nếu quỹ đạo của nó precessed với tốc độ hàng ngàn lần chậm hơn so với tốc độ thực tế của nó, trong đó sẽ có nghĩa là nó chỉ có thể tương tác với các vành đai Kuiper mỗi 27 triệu năm, có khả năng gửi sao chổi vào Hệ Mặt trời bên trong và kích hoạt sự tuyệt chủng hàng loạt. Tuy nhiên, bài báo đã được xuất bản trực tuyến vào tháng 11 năm 2015, trước khi Brown và Batygin công khai với Planet Nine, và liên quan đến một vật thể khác ở gần Mặt trời hơn (100   AU so với ~ 600   AU); Hành tinh Nine, nếu nó tồn tại, quá xa, Brown nói, có ảnh hưởng như vậy đối với vành đai Kuiper. Tuy nhiên, một bài báo trên tờ báo lá cải của Anh The Sun (sau đó được đăng lại trên tờ New York Post)  đưa ra ba ý tưởng của Nibiru, Planet Nine và hành tinh của Whitmire để đề xuất rằng không chỉ có Hành tinh Nine được tìm thấy, mà nó sẽ được tìm thấy va chạm với Trái đất vào cuối tháng 4, dẫn đến việc Batygin nhận được sự tăng đột biến trong các cuộc gọi hoảng loạn.

### 2016 WF9
Vào ngày 27 tháng 11 năm 2016, dự án NEOWISE của NASA đã xác định 2016 WF9, một tiểu hành tinh gần Trái đất thuộc lớp Apollo mà họ tính toán sẽ đi qua Trái đất vào ngày 25 tháng 2 năm 2017 ở khoảng cách 0,3407 AU (50.970.000 km; 31.670.000 mi). Vào ngày 25 Tháng 1 năm 2017, các tờ báo lá cải của Anh, ban đầu các Daily Mail, chạy một câu chuyện tuyên bố rằng "nhà thiên văn học Tự xưng Nga Tiến sĩ Dyomin Damir Zakharovich"  (ví mà sự tồn tại tờ Daily Mail không thể xác minh) cho biết WF9 là trong thực tế một mảnh vỡ của hệ thống Nibiru đang trên đường va chạm với Trái đất.

## Phản ứng của công chúng

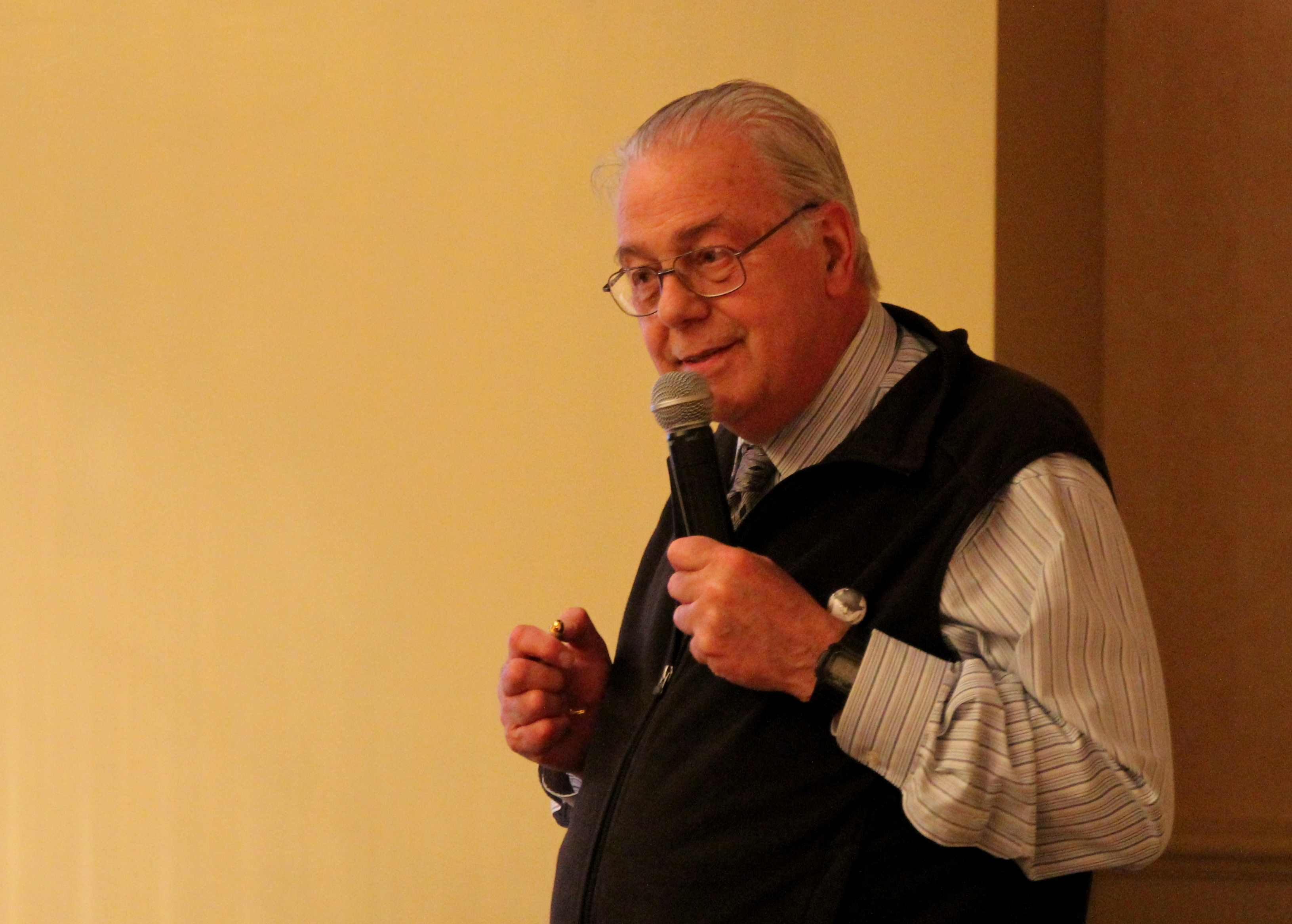
Nhà thiên văn học David Morrison đã nhiều lần vạch trần những tuyên bố của những người ủng hộ thảm họa Nibiru.

Tác động của nỗi sợ công khai về trận đại hồng thủy Nibiru đã được các nhà thiên văn học chuyên nghiệp cảm nhận đặc biệt. Năm 2008, Mike Brown nói rằng Nibiru là chủ đề giả khoa học phổ biến nhất mà anh được hỏi về.
Trước khi nghỉ hưu sau năm 2012, David Morrison, giám đốc Viện SETI, Ủy viên CSI và Nhà khoa học cao cấp tại Viện Sinh học Sinh học của NASA tại Trung tâm Nghiên cứu Ames, cho biết ông nhận được 20 đến 25 email mỗi tuần về sự xuất hiện của Nibiru: một số sợ hãi, những người khác tức giận và đặt tên anh ta là một phần của âm mưu giữ sự thật về ngày tận thế sắp xảy ra từ công chúng, và vẫn còn những người khác hỏi liệu họ có nên tự sát, con cái hay thú cưng của họ hay không. Một nửa số email này đến từ bên ngoài Hoa Kỳ  "Các nhà khoa học hành tinh đang bị Nibiru hướng đến sự phân tâm", nhà văn khoa học Govert Schilling lưu ý, "Và không có gì đáng ngạc nhiên; bạn dành rất nhiều thời gian, sức lực và sáng tạo cho nghiên cứu khoa học hấp dẫn, và tìm cho mình những dấu vết của những điều tuyệt vời và thú vị nhất, và tất cả mọi người đều quan tâm đến một số lý thuyết crackpot về máy tính bảng đất sét, phi hành gia và một hành tinh không tồn tại. "  Trong một tĩnh mạch tương tự, Giáo sư Brian Cox Đã tweet vào năm 2012 rằng: "Nếu bất cứ ai khác hỏi tôi về 'Nibiru' sự nhảm nhí hành tinh tưởng tượng tôi sẽ tát chúng xung quanh đầu vô lý của họ với Newton Principia." 
NASA thường xuyên phải đánh giá xem có đáp ứng với những tuyên bố đó hay không và giá trị trấn an công chúng vượt trội hơn so với rủi ro cho phép tiếp xúc với một ý tưởng hoàn toàn phi khoa học. Trước ngày 2012, Morrison tuyên bố rằng ông hy vọng rằng việc Nibiru không đến có thể đóng vai trò là thời điểm giảng dạy cho công chúng, hướng dẫn họ về "suy nghĩ hợp lý và phát hiện baloney", nhưng nghi ngờ điều đó sẽ xảy ra. Trong cuộc phục hưng năm 2017, Morrison tuyên bố rằng hiện tượng Nibiru "liên tục xuất hiện nhiều lần" mặc dù giả định ban đầu của ông rằng nó sẽ tồn tại trong thời gian ngắn.
Morrison lưu ý trong một bài giảng được ghi trên FORA.tv rằng có một sự mất kết nối lớn giữa số lượng lớn người trên Internet tin vào sự xuất hiện của Nibiru và phần lớn các nhà khoa học chưa bao giờ nghe về nó. Đến nay, ông là nhà khoa học lớn duy nhất của NASA thường xuyên lên tiếng chống lại hiện tượng Nibiru.

## Ảnh hưởng văn hóa
Một tiếp thị lan truyền vận động cho Sony Pictures '2009 phim 2012, đạo diễn Roland Emmerich, trong đó mô tả kết thúc của thế giới trong năm 2012, đặc trưng cảnh báo phải từ 'Viện Nhân liên tục' mà được liệt kê sự xuất hiện của Planet X là một của các kịch bản ngày tận thế của nó. Mike Brown quy kết một đột biến trong các email và các cuộc gọi điện thoại liên quan mà anh nhận được từ công chúng đến trang web này. Nhà làm phim người Đan Mạch Lars von Trier đã lấy cảm hứng từ Nibiru cho bộ phim tận thế năm 2011 Melancholia. Một hành tinh tên là "Nibiru" đã xuất hiện trong bộ phim Star Trek Into Darkness năm 2013, được kết nối với thảm họa trên báo chí.